# Busnela
Busnela es un despoblado español de la comarca burgalesa de Las Merindades, perteneciente al municipio de Merindad de Valdeporres. Se encuentra en la falda meridional de los montes del Somo, en un escarpe bajo el que discurre el río Nela, siete kilómetros aguas abajo de su nacimiento. El terreno es quebrado y en él predominan los bosques de roble y haya, y las encinas y enebros, junto con pinares de repoblación. Se accede al pueblo por una variante de la carretera BU-V-5630 que une Pedrosa de Valdeporres, capital del municipio, con Robredo de las Pueblas, tras recorrer algo más de 6 km.
El diccionario de Madoz reconocía en 1850 29 casas en la localidad, de las que a principios del siglo XXI quedaban poco más de la mitad, y 20 habitantes, reducidos en el catastro de 2013 a uno solo. En 2019 no tiene ningún habitante censado. La iglesia, poco más que una ermita, bien conservada, está bajo la advocación de la Santa Cruz, que celebra su festividad el 14 de septiembre. Las casas son de sólida factura montañesa y permanecen conservadas por los habitantes estacionales que regresan a sus propiedades durante las vacaciones.

## Toponimia
El origen del topónimo pudiera derivar de busto (tierra quemada por pastores y agricultores para estimular el crecimiento de vegetación nueva), del latín combustum, asociado al hidrónimo Nela, lo que vendría a significar "campo quemado en el Nela".

## Localidades limítrofes
Confina con las siguientes localidades:
- Al sureste con Dosante y Cidad de Valdeporres.
- Al suroeste con Ahedo de las Pueblas y Robredo de las Pueblas.

## Demografía
Evolución de la población
| Gráfica de evolución demográfica de Busnela entre 2000 y 2019      |
|                                                                    |
| Población de derecho (2000-2019) según el padrón municipal del INE |

## Historia
Así se describe a Busnela en el tomo IV del Diccionario geográfico-estadístico-histórico de España y sus posesiones de Ultramar, obra impulsada por Pascual Madoz a mediados del siglo XIX:

Lugar en la provincia, diócesis, audiencia territorial y capitanía general de Burgos (16 ½ leguas), partido judicial de Villarcayo (5 ½), ayuntamiento de la merindad de Valdeporres, cuyas reuniones se celebran en Pedrosa, con un regidor para su gobierno interior. Situado en una ladera al S de la cordillera que cruza de Asturias a las Provincias Vascongadas; le combaten libremente todos los vientos y disfruta de clima sano. Consta de 20 casas de 18 pies de altura con solo piso bajo, diseminadas, sin formar cuerpo de población; tiene una ermita dedicada a la Santa Cruz, en la que dice segunda misa el cura de Dosante; el cementerio poco capaz en paraje bien ventilado, y una fuente de ricas aguas. Confina con Rozas, Dosante y Ahedo de las Pueblas; entre E y S se encuentran algunas cabañas que los pasiegos abandonan en el invierno por la mucha nieve que cae; el terreno es en parte arcilloso y el resto cascajoso; dividido en suertes de primera, segunda y tercera calidad, con hermoso arbolado; le baña el río Nela en dirección de E a O al cual se le unen varios arroyos de poco caudal. No tiene otros caminos que los de servidumbre y la correspondencia se recibe de la cabeza del partido. Producciones: trigo, centeno, maíz, cebada y legumbres; ganado lanar, cabrío, caballar y mular; y caza de liebres, perdices, jabalíes, corzos, zorros, lobos y osos. Es la agricultura la única industria, y el comercio se reduce a la exportación de ganados e importación de trigo, vino, aceite y efectos de vestir. Población: 4 vecinos, 15 almas. Contribución: con el ayuntamiento.
Diccionario geográfico-estadístico-histórico de España y sus posesiones de Ultramar